# Virgil (Dakota Południowa)
Virgil – miasto w Stanach Zjednoczonych, w stanie Dakota Południowa, w hrabstwie Beadle.